# Powiat Hashima
Powiat Hashima (jap. 羽島郡 Hashima-gun) – powiat w Japonii, w prefekturze Gifu. W 2024 roku liczył 47 903 mieszkańców.

## Miejscowości
- Ginan
- Kasamatsu